# Blaudruckerei Koó
Die Blaudruckerei Koó steht in der Neugasse Nr. 14 in der Ortschaft Steinberg in der Gemeinde Steinberg-Dörfl im Bezirk Oberpullendorf im Burgenland. Der Blaudruck wurde in die Repräsentative Liste des immateriellen Kulturerbes der Menschheit aufgenommen.

## Geschichte
Der Betrieb wurde 1921 gegründet und hatte in guter Zeit fünf Gesellen, die sich in einem Dreierradl Drucken – Färben – Waschen abwechselten, zwei haben gedruckt, zwei gefärbt und einer gewaschen. Mitte der Dreißiger Jahre hatte der im Ort ansässige Müller in seiner Mühle einen kleinen Generator zur Stromerzeugung, er gab Strom ab, und 1934 wurde eine schwere Mangel gebaut, die mit elektrischem Strom betrieben wurde.
Die Eheleute Elisabeth und Josef Koó haben den elterlichen Betrieb 1961 übernommen. Zwischenzeitig haben sie die alte Küpenfärberei mit Indigo eingestellt, weil die Stoffe durch die Verwendung der modernen Waschmaschinen zu rasch ihre Farbe verloren, so druckten sie mit dem haltbareren Indanthron. Kurz wurde aber jährlich mit Indigo gedruckt, weil Frauen in Lutzmannsburg und Gols an ihrer alten Tracht mit den blau bedruckten Kitteln festhielten. In den Achtziger Jahren verlegten sich Eheleute Koó wieder voll auf den Indigo-Blaudruck, zumal ihnen die Künstlerin Maria Biljan-Bilger immer wieder zugeredet hat, das Blaudrucken ja nicht aufzugeben.
Der Betrieb wird heute in dritter Generation von Joseph und Miriam Koó geführt.

## Färberei und Druckerei
Die Hauptfront bildet ein traufständisches Haus mit zwei hofseitigen Querhäuser, eines als Anbau in der traditionellen L-Form, das andere freistehend.
Das Gebäude ist ein Wohnhaus mit integrierter Färberei und Druckerei von Stoffen, dazu gibt es den sogenannten Küpenraum zum Färben, den Druckraum für den Walzendruck, einen großen Mangelraum und einen Druckraum mit den Modeln und einen Verkaufsraum. Im Hof befindet sich zum Schwemmen der gefärbten Stoffe ein großer Steintrog mit einem hölzernen Aufsatz. Im hofseitigen Garten gibt es neben Obstbäumen und einem kleinen Gartenhäuschen drei parallele Reihen von Betonsäulen mit einem Metalldraht verbunden, wo die gefärbten Stoffe zum Trocknen aufgehängt werden. Das Grundstück grenzt im Hintaus an die Rabnitz, in der die Stoffe früher geschwemmt wurden.